# Бардин, Анатолий Юрьевич
Анато́лий Ю́рьевич Ба́рдин (22 мая 1955, Горький — 21 октября 2010, Чита) — советский, российский дирижёр, народный артист Российской Федерации (2007). Профессор Красноярской государственной академии музыки и театра, художественный руководитель Красноярской краевой филармонии (1997—2007) и Красноярского филармонического русского оркестра (1995—2010).

## Биография
В 1979 году окончил Горьковскую консерваторию по классам «баян» и «оркестровое дирижирование».
С 1979 года до конца жизни преподавал в Красноярском институте искусств (с 2000 — академия) класс баяна (с перерывом в 1980—1981 годах, когда служил в армии, тогда же вступил в КПСС); профессор, заведующий кафедрой народных инструментов.
В 1995—2010 годах — художественный руководитель и главный дирижёр Красноярского филармонического русского оркестра. С оркестром выступали, в частности, народные артисты Татьяна Зорина, Зураб Соткилава, Иосиф Кобзон, Дмитрий Хворостовский, Елена Образцова. В дирижёрском репертуаре А. Ю. Бардина было более 1600 произведений русской и зарубежной классики; он инструментовал более трёхсот произведений. Одновременно в 1997—2007 годах — художественный руководитель Красноярской краевой филармонии; за этот период филармония дважды становилась лауреатом всероссийского конкурса «Окно в Россию» в номинации «Филармония года».
Академик Петровской академии наук и искусств.
Скончался во время гастролей оркестра в городе Чите. Похоронен в Красноярске.

### Семья
Отец — Юрий Васильевич Бардин, профессор Горьковской консерватории, Заслуженный деятель искусств России.
Жена — Елена Александровна, музыкальный педагог.
- сын — Андрей, солист-органист Красноярской филармонии, лауреат международных конкурсов[2].

## Награды
- памятный знак «За служение на благо города Красноярска»
- Золотой знак Общественного благотворительного фонда «Наше наследие»
- Памятный знак Законодательного собрания Красноярского края
- Заслуженный деятель искусств Российской Федерации (04.03.1999)
- Народный артист Российской Федерации (06.08.2007)[3].

## Память
С мая 2012 года имя А. Ю. Бардина носит Красноярский филармонический русский оркестр.
В 2014 году в доме по улице Конституции, 21 (Красноярск) установлен мемориальный знак А. Ю. Бардину.
21 мая 2015 в концерте «Вечное возвращение» (Органный зал Красноярской филармонии), посвящённом 60-летию со дня рождения А. Ю. Бардина, Андрей Бардин исполнил любимые произведения своего отца.